# Custodio (franciscanos)
Custodio tiene el significado de superior religioso, aunque también se llama así a otros cargos de la orden franciscana. El significado preciso ha ido variando con el tiempo y entre los frailes menores, conventuales y capuchinos.

## Descripción
San Francisco de Asís a veces aplicaba la palabra a cualquier superior de la Orden: guardianes, ministros provinciales e incluso al ministro general. A veces lo limitaba al superior de cierto número de frailes en las provincias más grandes de la Orden, que tenían poderes restringidos y estaban sujetos a sus respectivos ministros provinciales. Es en este último sentido que se refiere a los custodios que tienen el poder, conjuntamente con los Provinciales, de elegir y deponer al Ministro general.
Los frailes bajo la tutela del custodio (en este último sentido) pertenecían colectivamente a la Custodia (en latín: custodia). El número de custodias en una provincia variaba según su tamaño. Ya en los inicios se consideró conveniente que solo una de las varias custodias de una provincia pasara al Capítulo General, con su respectivo Ministro Provincial, para la elección del Ministro General, aunque la Regla de San Francisco daba el derecho de voto a cada uno de los custodios. Esta costumbre fue aprobada por el Papa Gregorio IX en 1230 y por otros papas, evidentemente con el objetivo de evitar gastos innecesarios. Los custodios así elegidos eran llamados Custos custodum o, entre los observadores hasta la época del papa León X, discretus discretorum. Esta antigua legislación, que hace mucho caducó en la Orden de los Frailes Menores, todavía permanece en la Orden de los Frailes Menores Conventuales, en sus Constituciones confirmadas por el Papa Urbano VIII.
En la Orden Capuchina hay dos tipos de custodios: Custodios Generales y Custodios Provinciales. Dos Custodios Generales son elegidos cada tres años en los capítulos provinciales. El primero de ellos tiene derecho a votar en la elección del Ministro general en caso de que se celebre un Capítulo general durante su mandato. Además, tiene la obligación de presentar al Capítulo general un informe oficial sobre el estado de su provincia. Los Custodios Provinciales, por el contrario, no tienen voz en los Capítulos Generales, y sus derechos y deberes son muy restringidos y de poca importancia.
En las Constituciones de la Orden de los Frailes Menores también se mencionan dos tipos de custodios: una llamado custos provinciae, el otro custos regiminis. El primero es elegido en el capítulo provincial y ocupa un cargo durante tres años. Además de tener voz en todos los actos capitulares de su provincia, participa en el Capítulo general si el ministro provincial se encuentra impedido. El custos regiminis es un fraile que gobierna sobre la custodia o subprovincia y goza de todos los derechos y privilegios de un Ministro Provincial. El número de conventos en una custos regiminis varía de cuatro a ocho.
El Custodio de Tierra Santa es un cargo de la Orden Franciscana, que debe tener la aprobación del Vaticano.